# Juquiá (kommun)
Juquiá är en kommun i Brasilien.   Den ligger i delstaten São Paulo, i den södra delen av landet, 900 km söder om huvudstaden Brasília. Antalet invånare är 19 269.
Följande samhällen finns i Juquiá:
- Juquiá

I omgivningarna runt Juquiá växer i huvudsak städsegrön lövskog. Runt Juquiá är det ganska glesbefolkat, med 27 invånare per kvadratkilometer.